# Сомов, Павел Иосифович
Па́вел Ио́сифович Со́мов (25 июня (7 июля) 1852 — 1 января 1919) — русский учёный-механик, работавший в области кинематики твёрдых и изменяемых тел.

## Биография
Павел Осипович (Иосифович) Сомов родился 25 июня 1852 года. Отец — Сомов Иосиф (Осип) Иванович, русский математик и механик, академик Петербургской академии наук. Мать — Сомова (Голубицкая) Прасковья Ростиславовна.
В 1873 году окончил Санкт-Петербургский университет, получив степень кандидата математических наук. После этого слушал лекции по математике и математической физике в Берлинском университете. С 1874 по 1887 годы преподавал механику и математику в Петербургском лесном институте; с 1877 по 1880 годы — теоретическую механику в минном офицерском классе в Кронштадте, а с 1880 по 1887 гг. — на высших женских курсах.
В 1885 году защитил диссертацию «Кинематика подобно-изменяемой системы двух измерений» и получил степень магистра прикладной математики. В 1886—1887 гг. в качестве приват-доцента преподавал в университете теорию механизмов. С 1886 года — профессор аналитической механики Варшавского университета.
В 1891 году Павел Иосифович Сомов защитил диссертацию «Кинематика коллинеарно-изменяемой системы общего вида» и получил степень доктора прикладной математики.
В 1898 году он был назначен профессором теоретической механики Варшавского политехнического института. В Варшаве работал до 1906 года, после чего вернулся в Санкт-Петербург.
В 1903 году П. И. Сомов читает лекции в Николаевской морской академии. В отставке с 1905 года.
Сомов скончался 1 января 1919 года.

## Семья
- Жена — Дарья Сергеевна, дочь поручика Фохта[2];
- у супругов было четверо детей[2]:
  - Владимир (04.12.1876 — ?), закончил Петербургкий институт путей сообщения, трудился в Петербурге инженером-технологом железнодорожного транспорта, потом в Риге, после чего занял должность технического инспектора по котлам в Витебске;
  - Анна (1879 — ?);
  - Надежда (1881 — ?);
  - Наталья (1885 — ?);

## Научная деятельность
Основные направления исследований П. И. Сомова относятся к кинематике и теории структуры механизмов, векторному и винтовому исчислению. Разрабатывал учение о степенях свободы кинематической цепи, изучал механику подобно-изменяемой и коллинеарно-изменяемой систем. В 1887 году вывел формулу существования механизма (позднее развита А. П. Малышевым и получила название формулы Сомова — Малышева).

## Научные труды
- «Ueber die Beweg. ahnl.-veranderl. ebener Systeme» 1885, «Zeitschr. f. Math. u. Phys.», Schlomilch
- «Ueber einen Satz von Burmester» 1883
- «О степенях свободы кинематической цепи» «Журнал Русского Физико-Химического Общества», 1886
- «О деформации коллинеарно-изменяемой системы трех измерений» «Сообщение Харьковского Математического Общества»,1886
- «Некоторые вопросы о распределении скоростей в изменяемых системах» «Варшавские Университетские Известия», 1889
- «Об ускорениях в изменяемых системах» «Протоколы Съезда Русских Естествоиспытателей в Санкт-Петербург», 1890
- "О линиях, огибаемых в движении «Коллинеарно-изменяемой системы» «Протоколы Варшавского Общества Естествоиспытателей», 1891
- «О перемещениях неизменяемой поверхности, прикасающейся к одной или нескольким неподвижным поверхностям» «Варшавские Университетские Известия», 1893
- «Об одной кинематической цепи с двумя степенями свободы» 1894
- «О некоторых системах винтовых скоростей» 1895
- «О винтовых перемещениях твёрдого тела, связи которого выражаются неравенствами» «Варшавские Университетские Известия», 1896
- «Ueber Schraubengeschwindigkeiten einer festen Korpers bei verschiedener Zahl von Stutzflachen» «Zeitschr. f. Math. u. Physik», 1897
- «К вопросу о винтовых скоростях твёрдого тела, связи которого выражаются двумя неравенствами» «Протоколы Варшавского Общества Естествоиспытателей», 1897
- «Об областях возможных винтовых скоростей твердого тела, опирающегося на несколько поверхностей» «Варшавские Университетские Известия», 1898
- Теоретическая механика : Курс Николаевской морской академии : Общая часть для всех трех технических отделений. Академик П. Сомов. Петроград : Типо-лит. Маркова, 1916—1917 (РГБ R 437/52 Ф 1-75/14149)